# Исчезновение Ju 52 над Эвбеей
Исчезновение Ju 52 над Эвбеей — авиационное происшествие, случившееся в понедельник 21 февраля 1944 года, когда трёхмоторный самолёт Junkers Ju 52/3m немецкой авиакомпании Deutsche Lufthansa исчез над Эгейским морем близ острова Эвбея.

## Исчезновение
«Юнкерс» с бортовым номером D-AWAS (заводской — 6561) и именем Joachim Blankenburg (рус. Иоахим Бланкенбург) выполнял пассажирский рейс Салоники—Афины и в 16:20 с 13 пассажирами и 3 членами экипажа поднялся в воздух. Однако спустя 41 минуту радист неожиданно сообщил, что они возвращаются. Ещё через пять минут на землю передали, что самолёт следует на высоте 30 метров над морем из-за проблем с двигателем. В 17:10 с борта D-AWAS был дан сигнал бедствия Pan с комментарием, что мотор остановился; самолёт в тот момент находился в районе Эвбеи. Больше никаких сообщений от экипажа не поступало, а поисковые работы закончились безрезультатно — Joachim Blankenburg с 16 людьми на борту исчез без следа.